# Manolo Gabbiadini
Manolo Gabbiadini, né le 26 novembre 1991 à Calcinate, dans la province de Bergame en Lombardie, est un footballeur international italien qui évolue au poste d'attaquant au sein du club d'Al Nasr SC.

## Biographie

### Carrière en clubs
Il se révèle à la Sampdoria où il est prêté par la Juventus. Les deux clubs se disputant la copropriété c'est finalement la Sampdoria qui achète définitivement le joueur.
En janvier 2015, le SSC Naples et la Sampdoria tombent d'accord pour le transfert de Gabbiadini à hauteur de 13 millions d'euros. Il portera le no 23 chez les Napolitains.
Le 31 janvier 2017 il s'engage avec Southampton jusqu'en 2021, Naples touchant 17 millions d'euros en échange de son transfert vers le club anglais. Titularisé seulement quatre fois en Premier League lors de la saison 2018-2019, écarté du groupe pendant un mois, Manolo Gabbiadini quitte Southampton le 10 janvier 2019 et retourne à la Sampdoria de Gênes où il signe un bail jusqu'en 2023 contre un total de 12 millions d'euros.

### Carrière en sélection nationale
Manolo Gabbiadini reçoit 24 sélections en équipe d'Italie espoirs, inscrivant 12 buts.
Il participe avec les espoirs au championnat d'Europe espoirs 2013 organisé en Israël. Lors de la compétition, il inscrit un doublé contre le pays organisateur, pour une large victoire 0-4. L'Italie atteint la finale de la compétition, en étant battue par l'Espagne lors de l'ultime match.
Il reçoit sa première convocation avec l'Italie le 15 août 2012 à l'occasion d'un match amical face à l'équipe d'Angleterre, il rentre en cours de jeu à la place de Stephan El Shaarawy.
Il dispute ensuite deux matchs, contre la Bulgarie puis Malte, rentrant dans le cadre des éliminatoires de l'Euro 2016.
Le 17 novembre 2015, il inscrit son premier but en équipe d'Italie, en amical contre la Roumanie (match nul 2-2 à Bologne).

### Vie privée
Sa sœur, Melania Gabbiadini, est une footballeuse internationale italienne, jouant au poste d'attaquant.
Il est le deuxième joueur de Serie A (après Daniele Rugani) à être contaminé par le SARS-CoV-2 lors de la pandémie de maladie à coronavirus qui frappe l'Italie.

## Statistiques
| Saison                | Club                  | Championnat           | Championnat | Championnat | Coupe(s) nationale(s) | Coupe(s) nationale(s) | Compétition(s) continentale(s) | Compétition(s) continentale(s) | Compétition(s) continentale(s) | Italie | Italie | Total | Total |
| Saison                | Club                  | Division              | M.          | B.          | M.                    | B.                    | Comp.                          | M.                             | B.                             | M.     | B.     | M.    | B.    |
| 2010-2011             | AS Cittadella (prêt)  | Serie B               | 27          | 5           | 2                     | 0                     | -                              | -                              | -                              | -      | -      | 29    | 5     |
| Sous-total            | Sous-total            | Sous-total            | 27          | 5           | 2                     | 0                     | -                              | -                              | -                              | -      | -      | 29    | 5     |
| 2009-2010             | Atalanta Bergame      | Serie A               | 2           | 0           | -                     | -                     | -                              | -                              | -                              | -      | -      | 2     | 0     |
| 2011-2012             | Atalanta Bergame      | Serie A               | 23          | 1           | 1                     | 1                     | -                              | -                              | -                              | -      | -      | 24    | 2     |
| 2012-2013             | Atalanta Bergame      | Serie A               | -           | -           | -                     | -                     | -                              | -                              | -                              | 1      | 0      | 1     | 0     |
| Sous-total            | Sous-total            | Sous-total            | 25          | 1           | 1                     | 1                     | -                              | -                              | -                              | 1      | 0      | 27    | 2     |
| 2012-2013             | Bologne FC (prêt)     | Serie A               | 30          | 5           | 1                     | 1                     | -                              | -                              | -                              | -      | -      | 31    | 6     |
| Sous-total            | Sous-total            | Sous-total            | 30          | 5           | 1                     | 1                     | -                              | -                              | -                              | -      | -      | 31    | 6     |
| 2013-2014             | Sampdoria Gênes       | Serie A               | 34          | 8           | 1                     | 2                     | -                              | -                              | -                              | -      | -      | 35    | 10    |
| 2014-2015             | Sampdoria Gênes       | Serie A               | 13          | 7           | 2                     | 2                     | -                              | -                              | -                              | 1      | 0      | 16    | 9     |
| Sous-total            | Sous-total            | Sous-total            | 47          | 15          | 3                     | 4                     | -                              | -                              | -                              | 1      | 0      | 51    | 19    |
| 2014-2015             | SSC Naples            | Serie A               | 20          | 8           | 4                     | 1                     | C3                             | 6                              | 2                              | 3      | 0      | 33    | 11    |
| 2015-2016             | SSC Naples            | Serie A               | 23          | 5           | 1                     | 0                     | C3                             | 6                              | 4                              | 1      | 0      | 31    | 9     |
| 2016-2017             | SSC Naples            | Serie A               | 11          | 1           | 0                     | 0                     | C1                             | 4                              | 1                              | 0      | 0      | 15    | 2     |
| Sous-total            | Sous-total            | Sous-total            | 54          | 14          | 5                     | 1                     | -                              | 16                             | 7                              | 4      | 1      | 79    | 23    |
| Total sur la carrière | Total sur la carrière | Total sur la carrière | 183         | 40          | 12                    | 7                     | -                              | 16                             | 7                              | 6      | 1      | 217   | 55    |

## Palmarès
- Finaliste du championnat d'Europe espoirs en 2013 avec l'équipe d'Italie espoirs
- Finaliste de la League Cup en 2017 avec Southampton FC.